# فهرست جایزه‌ها و نامزدی‌های محمدرضا شجریان
محمدرضا شجریان (زادهٔ ۱ مهر ۱۳۱۹ – درگذشتهٔ ۱۷ مهر ۱۳۹۹) موسیقی‌دان و خوانندهٔ ایرانی بود.
سایت انجمن آسیا او را پرآوازه‌ترین هنرمند موسیقی اصیل ایرانی، خبرگزاری بی‌بی‌سی و سی‌ان‌ان وی را خوانندهٔ افسانه‌ای ایران، روزنامه ونکوورسان او را یکی از مهم‌ترین هنرمندان موسیقی ملل و همچنین رادیوی عمومی ملی (NPR) در ۲۰۱۰ وی را یکی از ۵۰ صدای برتر جهان معرفی کرده‌است.

## فهرست
| جایزه                  | برنده | نامزد |
| ---------------------- | ----- | ----- |
| جایزه بنیاد آقاخان     | ۱     | ۰     |
| نشان عالی هنر برای صلح | ۱     | ۰     |
| نشان شوالیه ملی لیاقت  | ۱     | ۰     |
| جایزه بیتا             | ۱     | ۰     |
| جایزه پیکاسو           | ۱     | ۰     |
| نشان موتسارت           | ۱     | ۰     |
| مدال خلاقیت            | ۱     | .     |
| جایزه گرمی             | ۰     | ۲     |

### جایزه بنیاد آقاخان
در فروردین ۱۳۹۸ جشنواره موسیقی بنیاد آقاخان جایزه ویژه «خداوندگار موسیقی» را به محمدرضا شجریان تقدیم کرد. هیئت داوران این جشنواره در بیانیه‌ای اعلام کرد: علت تقدیم این جایزه به محمدرضا شجریان نقش آفرینی مستمر او در غنی کردن میراث موسیقایی بشر، استادی بی همتای او در موسیقی و تأثیرگذاری اجتماعی او به عنوان یک موسیقی‌دان و معلم در ایران و خارج از مرزهای این کشور بوده‌است. این جایزه روز یکشنبه ۱۱ فروردین ۱۳۹۸ در جشنواره سالانه موسیقی بنیاد آقاخان در شهر لیسبون پرتغال به شجریان اهدا شد. مژگان شجریان به نیابت از پدر این جایزه را دریافت نمود.

### نشان عالی هنر برای صلح
در شهریور ۱۳۹۶ در پنجمین جشنوارهٔ بین‌المللی هنر برای صلح، نشان عالی هنر برای صلح سال ۱۳۹۶ به محمدرضا شجریان و ۳ هنرمند دیگر اهداء شد.

### نشان شوالیه ملی لیاقت
نشان شوالیهٔ ملی لیاقت در آیینی رسمی، شامگاه دوم تیر ۱۳۹۳ (۲۳ ژوئن ۲۰۱۴) در سفارت فرانسه در تهران به شجریان اهدا شد. در این آیین؛ شجریان نشان عالی وزارت فرهنگ و هنر دولت فرانسه را از برونو فوشه، سفیر فرانسه در تهران دریافت کرد و نامش در رتبه کسانی که این نشان را از دولت فرانسه دریافت کرده؛ ثبت شد.
در این آیین؛ کنار شجریان چهره‌هایی فرهنگی چون محمود دولت‌آبادی، جواد مجابی، محمد سریر، حمیدرضا نوربخش، عباس کیارستمی، لیلا حاتمی، سیمین بهبهانی حضور داشتند.
محمدرضا شجریان و شهرام ناظری تنها خوانندگان ایرانی هستند که تاکنون این جایزه را دریافت کرده‌اند.

### جایزه بیتا
جمعه ۲۸ آبان ماه ۱۳۸۹ مراسمی با نام «سومین سال بزرگداشت ادب و هنر پارسی» در دانشگاه استنفورد آمریکا برگزار شد که طی آن سومین جایزه بیتا به دست بنیان‌گذارش بیتا دریاباری به محمدرضا شجریان استاد موسیقی ایرانی رسید.

### جایزهٔ پیکاسو
محمدرضا شجریان در سال ۱۳۷۸ موفق به دریافت جایزه پیکاسو و دیپلم افتخار از طرف سازمان یونسکو در پاریس شد. این جایزه هر پنج سال به هنرمندی که برای شناساندن فرهنگ و هنر کشورش می‌کوشد اهدا می‌شود. پیش از وی، این جایزه را نصرت فاتح‌علی‌خان خواننده قوالی از پاکستان دریافت کرده بود.

### نشان موتسارت
محمدرضا شجریان در سال ۲۰۰۶ نشان موتزارت را از سازمان یونسکو دریافت کرد.

### نامزدی جایزه گرمی
محمدرضا شجریان دو سال به خاطر آلبوم‌های فریاد و بی تو به‌سر نمی‌شود، نامزد جایزه گرمی که معتبرترین جایزهٔ جهانی موسیقی است، شد. هر ساله ۵ آلبوم موسیقی از بخش موسیقی کلاسیک برای نامزدی این جایزه معرفی می‌شوند.

### منتخب «ان پی آر»
نام محمدرضا شجریان در نظرسنجی عمومی «رادیوی عمومی ملی» (National Public Radio) مشهور به (ان پی آر) در سال ۲۰۱۰، در فهرست ۵۰ صدای برتر جهان قرار گرفت.

### مدال خلاقیت
سازمان جهانی مالکیت معنوی (وایپو) «مدال خلاقیت» را پس از مرگ به او اهدا کرد. مدال خلاقیت وایپو به هنرمندان اثرگذاری که نقش بسزایی در توسعه فرهنگی و هنری ایفا کرده و ابتکارها و فعالیت‌های آن‌ها تأثیر شایانی بر ارتقای احترام به آثار خلاقانه داشته‌اند اهدا می‌شود.